# Jesús Quijano
Jesús Quijano González (Saldaña, 11 de enero de 1951) es un catedrático universitario, jurista y político español que ha desarrollado buena parte de su actividad política en Castilla y León.

## Biografía

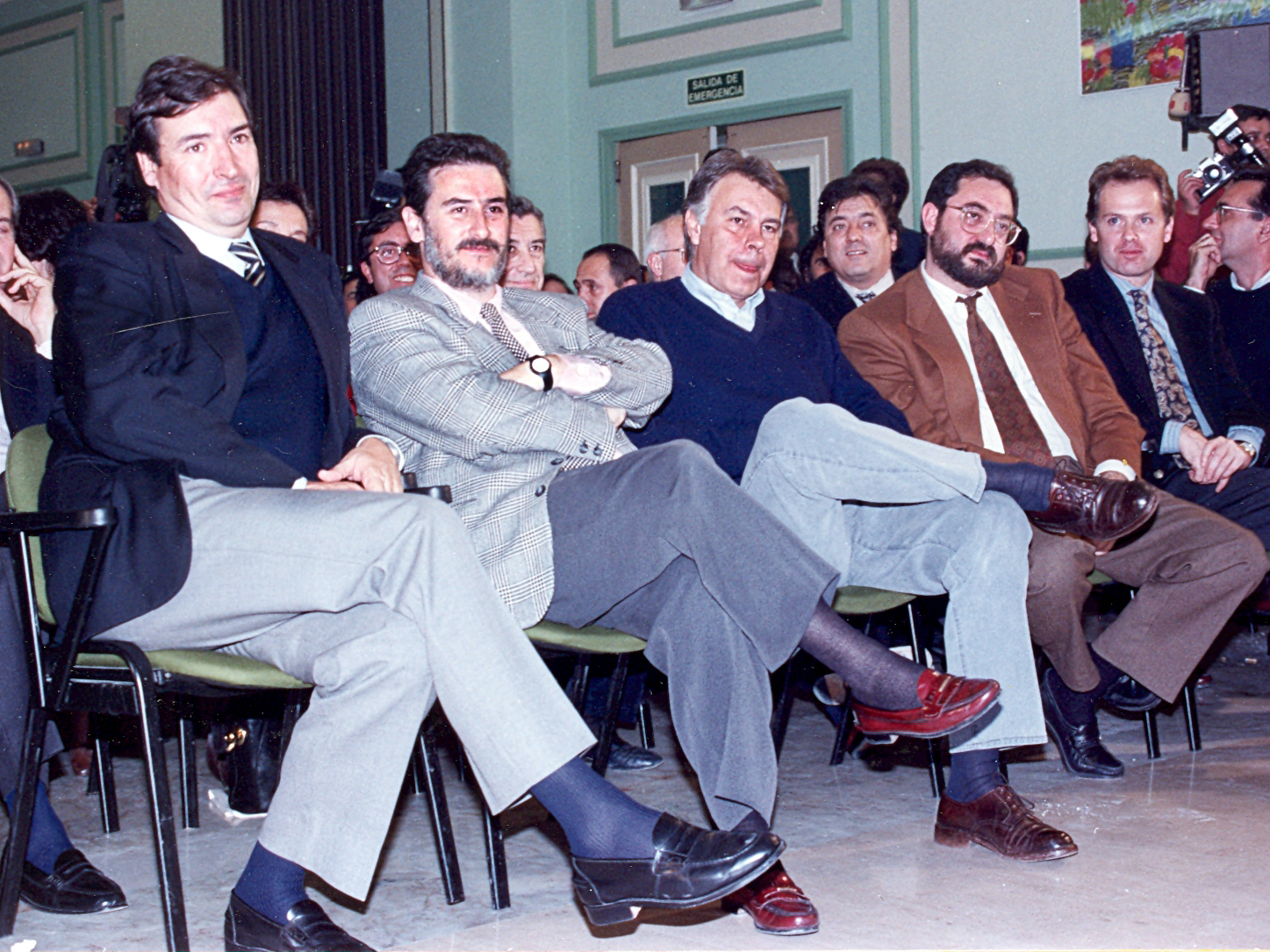
Quijano, cuarto empezando por la izquierda, en 1992, junto a Juan José Laborda, Juan Ramón Lagunilla, Felipe González y Antolín Sánchez Presedo.

Nació el 11 de enero de 1951 en Saldaña, provincia de Palencia.
Doctorado en Derecho por la Universidad de Valladolid, fue premio extraordinario de licenciatura, obteniendo en la tesis doctoral la calificación de sobresaliente cum laude.
Ha sido becario, profesor ayudante y titular en la Facultad de Derecho de la Universidad de Valladolid; después obtuvo la Cátedra de Derecho Mercantil en la Facultad de Derecho de la Universidad de Burgos y en 2008 es catedrático de Derecho Mercantil en la Facultad de Ciencias Económicas de la Universidad de Valladolid. 
Miembro del Partido Socialista Obrero Español desde 1974, fue secretario general del PSOE de Castilla y León desde 1990 a 2000. Ha desarrollado casi toda su actividad política en la comunidad castellano-leonesa, donde ha sido procurador de las Cortes desde 1983 a 2003 y candidato a la Presidencia de la Junta de Castilla y León en 1991 y 1995. En 2003 fue elegido por las Cortes de Castilla y León como miembro del Consejo Consultivo de dicha comunidad autónoma. 
En las elecciones generales de 2008, encabezó la candidatura del PSOE al Congreso de los Diputados por la circunscripción electoral de Valladolid, obteniendo el escaño.